# Карл Антон Август фон Шлезвиг-Холщайн-Зондербург-Бек
Карл Антон Август фон Шлезвиг-Холщайн-Зондербург-Бек (на немски: Karl Anton August fon Schleswig-Holstein-Sonderburg-Beck; * 10 август 1727, Марбург; † 12 септември 1759, Щетин) от странична линия на Дом Олденбург, е принц на Шлезвиг-Холщайн-Зондербург-Бек.

## Биография
Той е син на Петер Август фон Шлезвиг-Холщайн-Зондербург-Бек (1697 – 1775) от странична линия на Дом Олденбург, титулар-херцог на Шлезвиг-Холщайн-Зондербург-Бек (1774 – 1775), и първата му съпруга София фон Хесен-Филипстал (1695 – 1728), дъщеря на ландграф Филип фон Хесен-Филипстал.
Карл Антон Август умира като майор на 12 септември 1759 г. на 32 години от раните му в битката при Кунерсдорф през Седемгодишната война.

## Фамилия
Карл Антон Август се жени в Кьонигсберг, Прусия, на 30 май 1754 г. за първата си братовчедка бургграфиня и графиня Фридерика Шарлота Антония Амалия фон Дона-Шлобитен-Лайстенау (* 3 юли 1738; † 21 април 1786), дъщеря на бургграф Албрехт Кристоф фон Дона-Шлобитен-Лайстенау и на третата му съпруга принцеса София Хенриета, дъщеря на Фридрих Лудвиг фон Шлезвиг-Холщайн-Зондербург-Бек. Те имат един син:
- Фридрих Карл Лудвиг (* 20 август 1757; † 25 март 1816), херцог на Шлезвиг-Холщайн-Зондербург-Бек, женен в Кьонигсберг на 9 март 1780 за графиня Фридерика Амалия фон Шлибен (1757 – 1827); баща на херцог Фридрих Вилхелм Карл Леополд фон Шлезвиг-Холщайн-Зондербург-Глюксбург (1785 – 1831), женен 1810 г. за принцеса Луиза Каролина фон Хесен-Касел и баща на Кристиан IX, крал на Дания.

Вдовицата му Шарлота фон Дона-Шлобитен-Лайстенау се омъжва през май 1777 г. за граф Фридрих Детлев фон Молтке (* 28 август 1750; † 2 септември 1825).